# アルフレッド・ロッコ
アルフレッド・ロッコ（Alfredo Rocco、1875年9月9日 - 1935年8月28日）は、イタリアの政治家、法学者。

## 概要
アルフレッド・ロッコは1875年9月9日にナポリで生まれた。
1899年から1902年までウルビーノ大学、1902年から1905年までマチェラータ大学で商法の教授となり、更にパルマで民事訴訟法、パドヴァで商法、後にローマの "La Sapienza" 大学で経済立法の教授となり、1932年から1935年は総長となった。
ロッコは経済学に強い政治家として、コーポラティズムの経済的および政治的な理論の初期の概念を開発し、それは後にファシスト党のイデオロギーの一部に採用された。ロッコは彼の政治的な経歴を、イタリア急進党のマルクス主義者として始めたが、遂には政党イタリア・ナショナリスト協会(ANI)の「プロレタリアン・ナショナリズム」に転じ、そこで大きな影響を与えた。
ロッコは、イタリアの物質的および経済的な力の弱点は、フランスやドイツやイギリスなどのヨーロッパの「金権国家」に対するイタリアの依存に責任があると批評した。ロッコはまた、イタリアにおける堂々とした外国の文化や、行き過ぎた個人主義を理由にヨーロッパ列強を批判した。彼はファシスト党に参加したが、ANIは後にファシスト党に合流した。
1921年には元老院に選出され、1924年には元老院議長、1925年から1932年には法務大臣となり、刑事の法典化を推進し、Vincenzo Manzini の助けも受けて 1930年には刑法典と刑事訴訟法に署名し、その体系の伝統主義者と実証主義者の潮流を和解させ、「ダブルトラック」（複線）と呼ばれた。
ロッコは1935年8月28日にローマで没した。